# 水的颜色

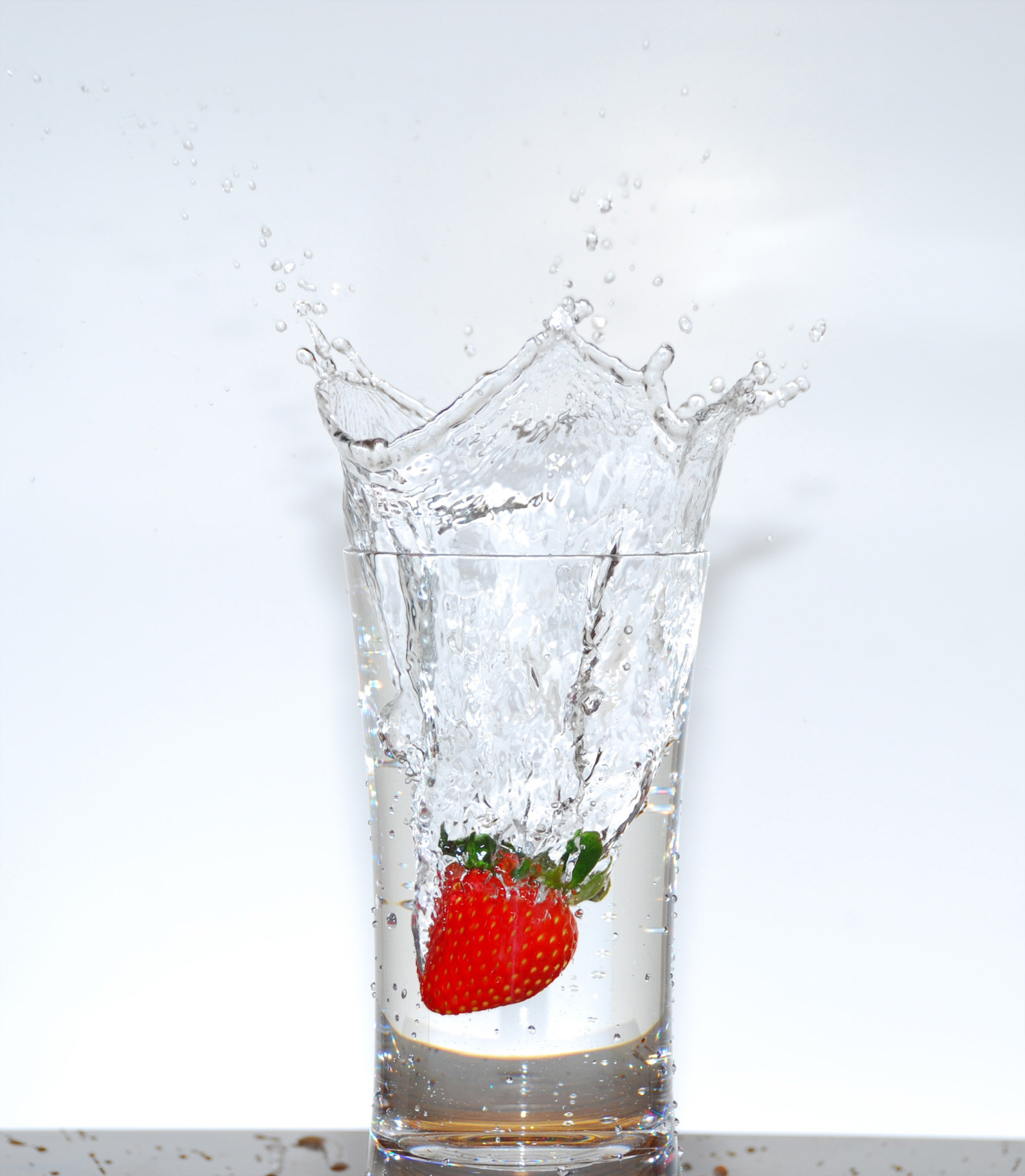
水量较小（如一杯）时，人眼所见的水无色

水的颜色随水所存在的环境条件而变化。尽管少量的水看起来是无色的，但纯净的水会略带蓝色，这种蓝色随着所观察到的水深的增加，会变成深绿色。水的蓝色是固有的，是由对自然白光的选择性吸收和散射引起的。同时，溶解或悬浮的杂质也可能导致水变色。

## 本色

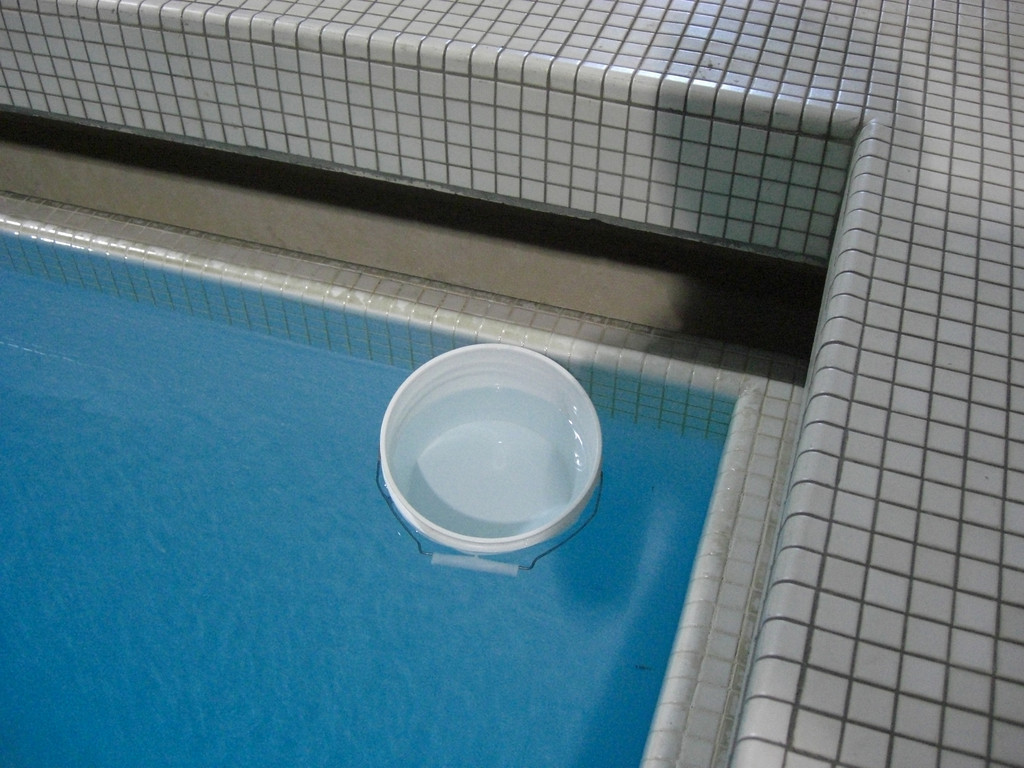
室内游泳池从上方看是蓝色的，因为被池底所反射的光线穿过足够量的水，使其红色光被充分吸收。同样的水在更小的桶中看起来仅会是浅蓝色， 并且在近距离观察会看似透明

液态水的本色接近綠松色，这可以通过透过长管注视白光光源来观察，在该长管中需要装满纯净水并在两端用透明材料封闭。这样便可以观察到水的浅蓝绿色本色，这是由于水吸收了可见光谱中的红色部分。

## 湖泊和海洋的颜色

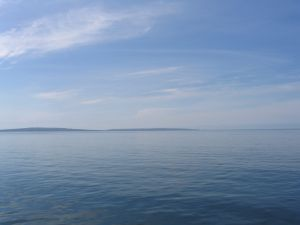
大片水域（例如海洋）表现出水固有的蓝色

大型水体（如湖泊和海洋）呈现蓝色的原因有很多。其一是水面反映了天空的颜色。尽管这种反射影响了观察到的颜色，但并这不是唯一的原因。 侧面和底部涂成白色的游泳池中的水会显示为宝蓝色，即使在没有蓝天可以反射的室内游泳池中也依然如此。同时，游泳池越深，水就会越蓝。 
照射海洋表面的一些光线会被反射，但大部分都穿透了水表面，并与水的分子相互作用。当被光照射时，水分子可以以三种不同的模式振动。红色，橙色，黄色和绿色波长的光被吸收，因此其余的可见光皆由较短波长的蓝色和紫色组成。这是海洋和湖泊等大型水体呈现蓝色的主要原因。反射的日光和从水体深处反回的光的影响在很大程度上取决于观察角度。 
水中的悬浮颗粒导致的光的散射在决定湖泊和海洋的颜色中也起着重要作用，使水在不同区域看起来更绿或更蓝。几十米的水会吸收几乎所有的光线，因此如果没有光的散射，所有的水体都将呈现黑色。由于大多数湖泊和海洋中都含有悬浮的生物和矿物质颗粒（称为有色溶解有机物（CDOM）。悬浮颗粒导致的散射通常会像雪一样呈白色，但是由于光首先穿过数米深的蓝色水体，因此散射的光为蓝色。在极其纯净的水中（例如高山上的湖泊），水分子本身的散射也会产生蓝色。 

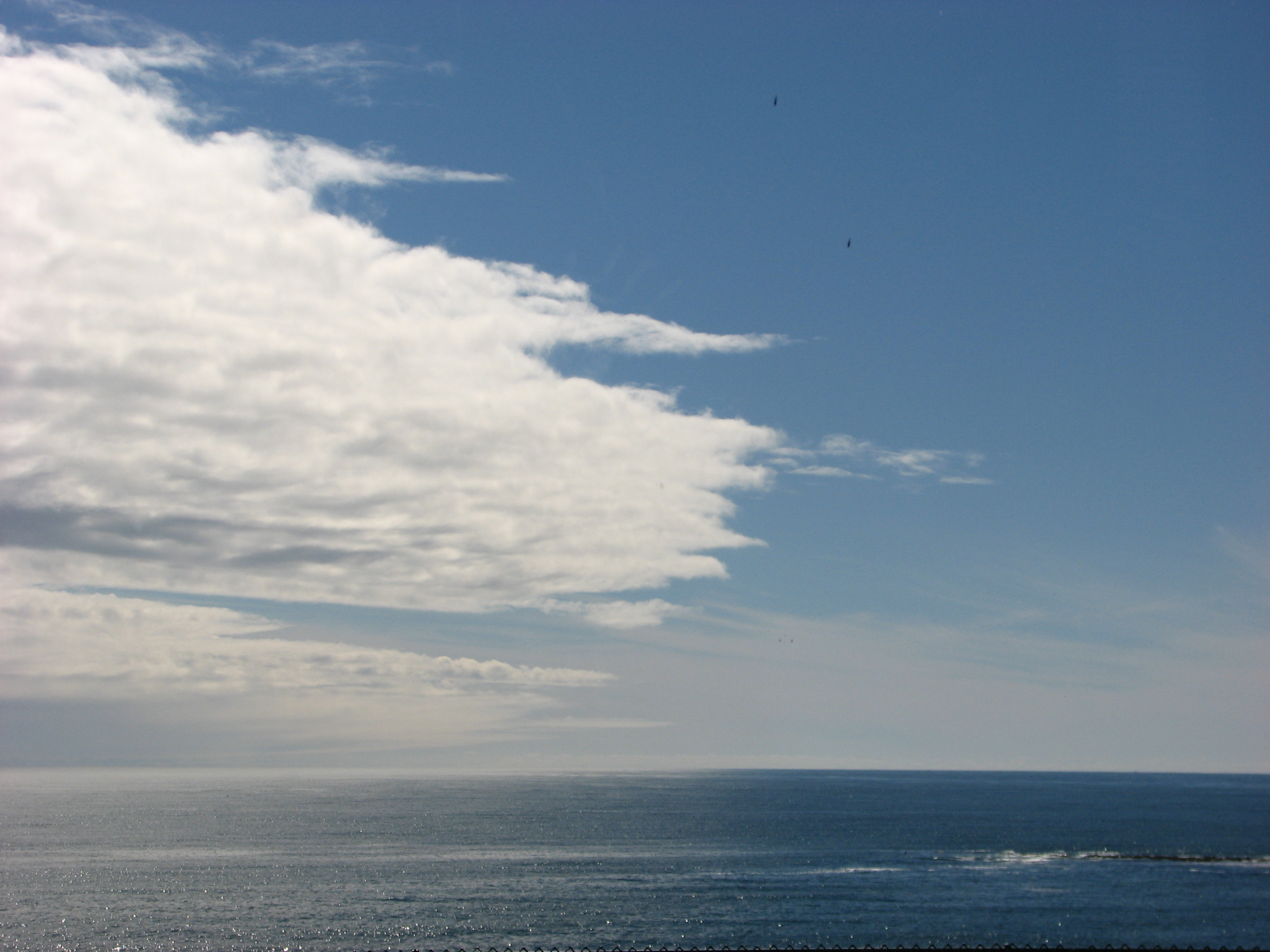
反射的天空的色调也影响了水的颜色。

由于瑞利散射，沿着人的视线在大气中散射而产生的天空漫射会使远处的物体呈现蓝色调。这种现象在观察遥远的山脉时最为常见，但也会导致远处的海洋看似发蓝。

## 水质和颜色

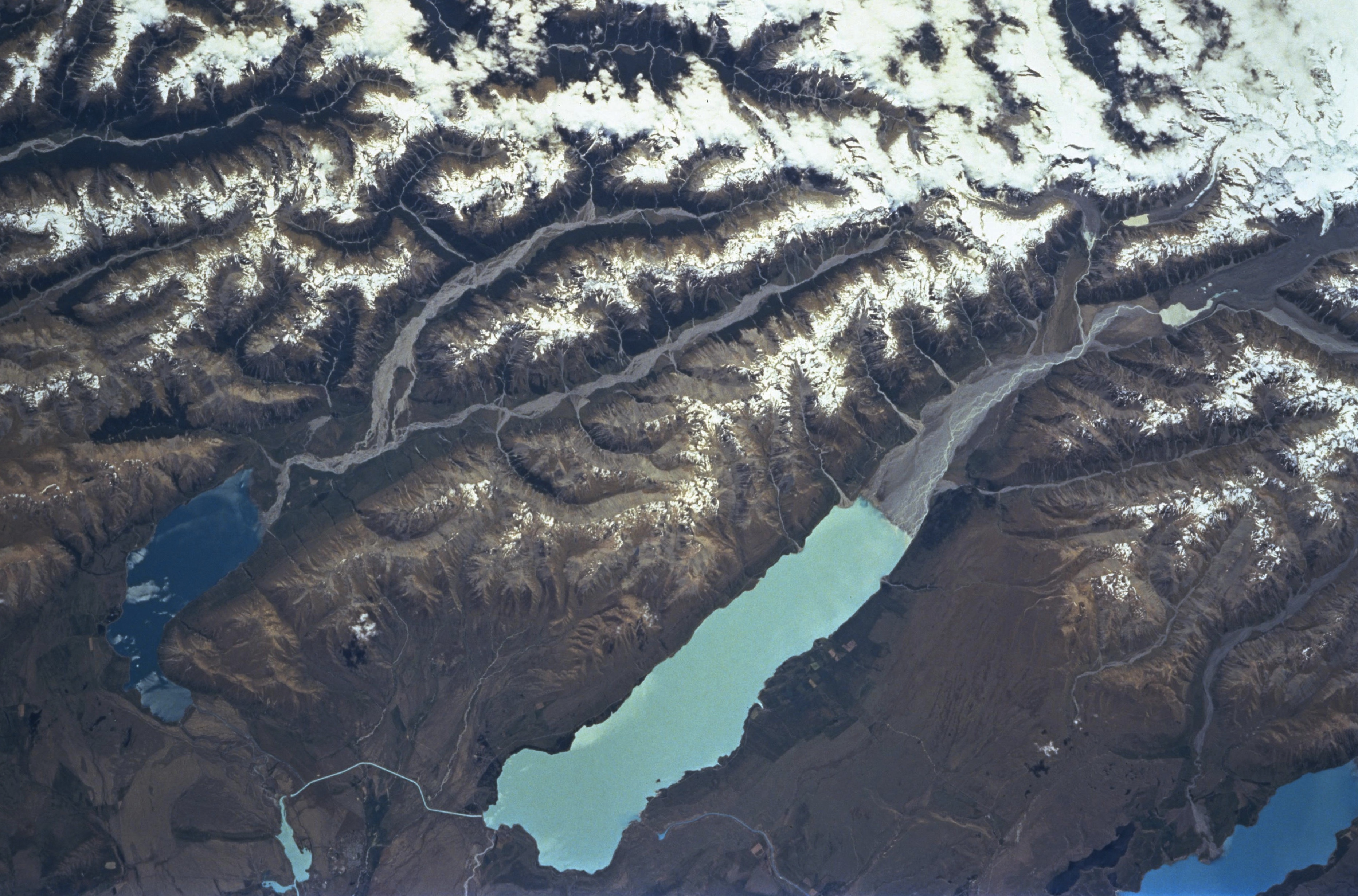
冰川岩粉使新西兰的普卡基湖比旁边的其他湖泊相比呈浅绿松色

水中存在的颜色不一定表示该水不可饮用。尽管诸如丹宁酸等引起颜色的物质在高浓度下可能对动物有毒。 